# Чахары

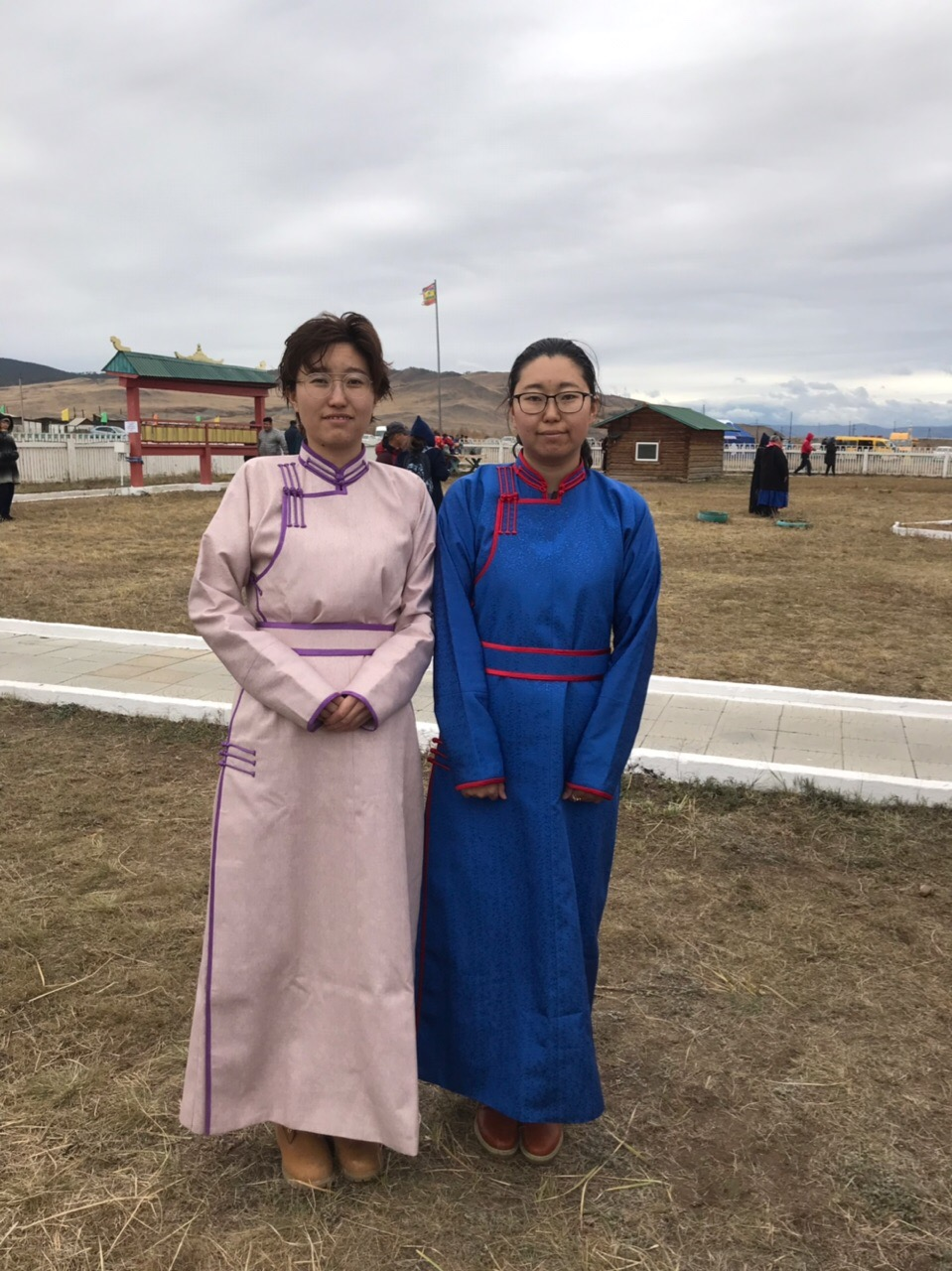
Чахары-паломники из Внутренней Монголии в местности Улзы-Добо, Бурятия, 2019 г.

Чаха́ры (монг. цахар, чахар) — южно-монгольский этнос, проживающий на территории Внутренней Монголии (КНР). Также проживают на территории Монголии и Бурятии (РФ). Согласно данным справочника Ethnologue, численность чахаров в Китае составляет 299 тыс. человек. По переписи населения 2010 года в Монголии насчитывалось 132 чахара. При этом людей, имеющих чахарские корни, значительно больше. Так в Монголии проживает более 4 тыс. носителей родовой фамилии Цахар. Чахарский диалект монгольского языка, по Г. Й. Рамстедту, принадлежит к южномонгольской группе восточномонгольских наречий.

## Этноним
Происхождение этнонима «чахар» связано с военно-административной организацией монгольского общества. Слово чахар — персидское в основе, оно вошло в монгольские языки через согдийский. Ж. Төмөрцэрэн писал, что под словом чахар вначале подразумевались ставки и орда монгольских ханов и нойонов, а затем — охранники и люди, исполняющие обязанности ханской стражи.

## История

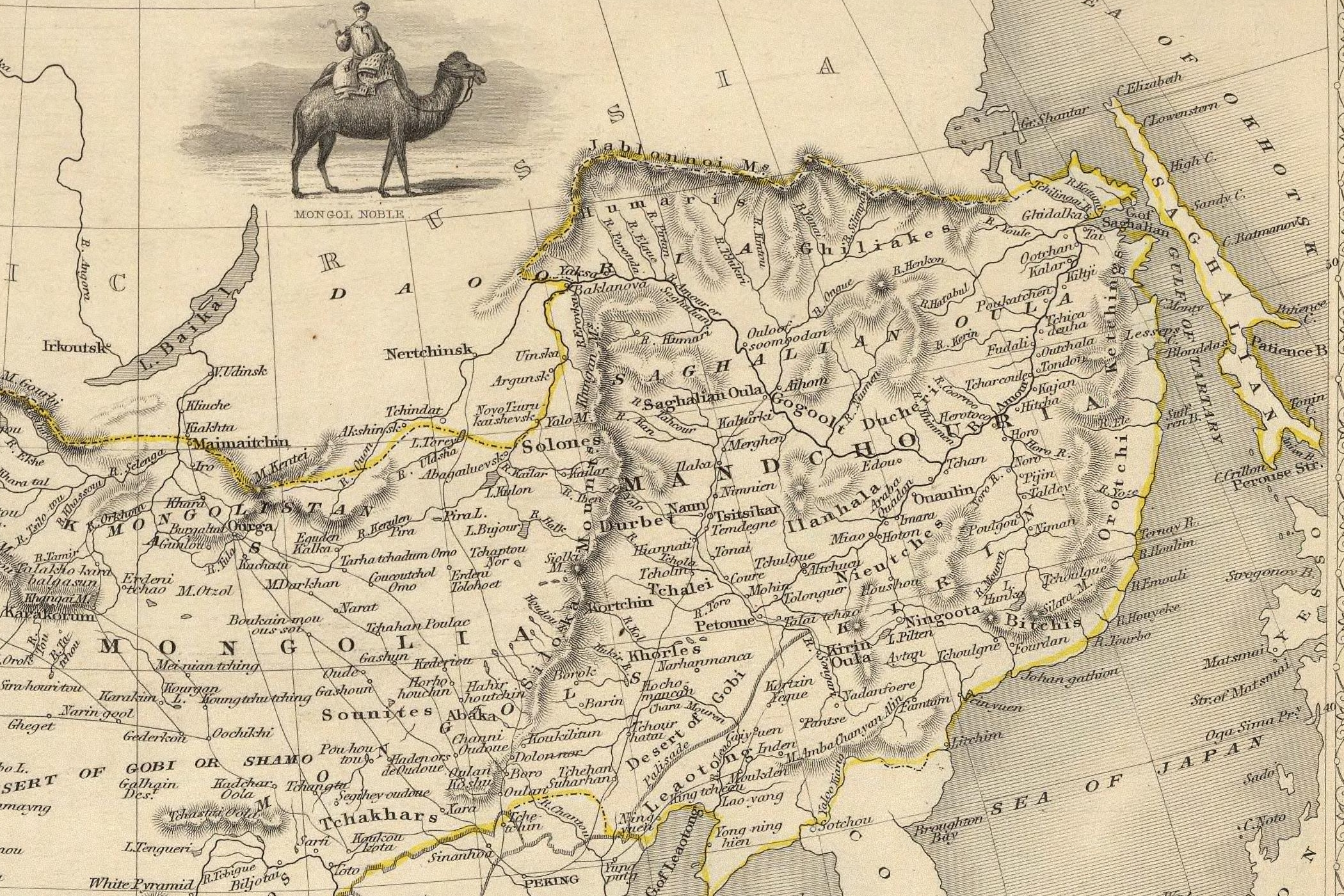
Чахары в Южной Монголии. 1851 г.

Чахарское ханство было одним из самых сильных во Внутренней Монголии. После распада монгольского государства Юань чахары вместе с великим ханом вернулись на свои исконные земли. В XV—XVI вв. они, являясь одним из шести туменов Восточной Монголии, как и прежде, несли обязанности по личной охране хана, его ставок и дворцов, по приготовлению провизии, и в то же время были главной военной силой. В состав чахарского тумена входили авга, авганары, аоханы, дауры, дурбэн-хухэты (дурбэты), хэшигтэны, му-мянганы, найманы, оннигуты, хучиты, суниты, узумчины, а также ураты.

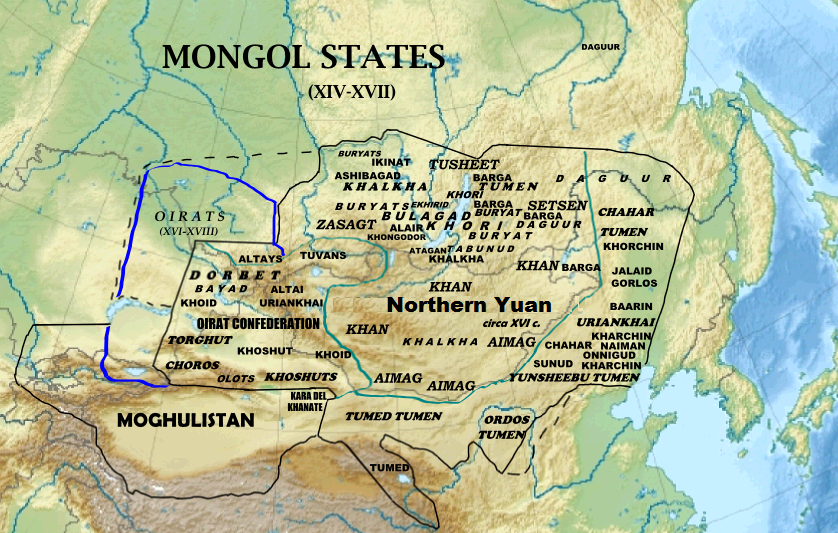
Монгольские государства в XIV—XVII вв. Северная Юань, Ойратское ханство и Могулистан

О чахарском тумене говорится следующее: 
| «Цавчих илдний ир болсон Царги дуулганы дэл болсон Цахар түмэн». | «Чахарский тумен, Ставший лезвием рубящего меча, Гривой спаянного шлема». |

Со времени падения Юань вплоть до 30-х годов XVII в. чахарский тумен был политическим центром Восточной Монголии. Чахары состояли из нескольких малых племен, какими были кешиктены, зүйд, буруд (бүрд), холбод, найманы, суниты, уземчины, хучиты, аохан, алагчууд, белые татары (цаган татар) и хэмчигүд. Они появились среди чахаров в различные исторические периоды, особенно в период правления Батумунху Даян-хана и его преемников: с укреплением могущества хан присоединял разные племена к чахарам. Входившие в состав чахарского тумена племена пользовались как своими исконными названиями — суниты, уземчины, аохан, хучиты, найман, кешиктены, так и общим названием чахары. Поэтому можно сказать, что чахар — общее название, исходившее из государственно-административного устройства и означавшее объединение нескольких племен.     

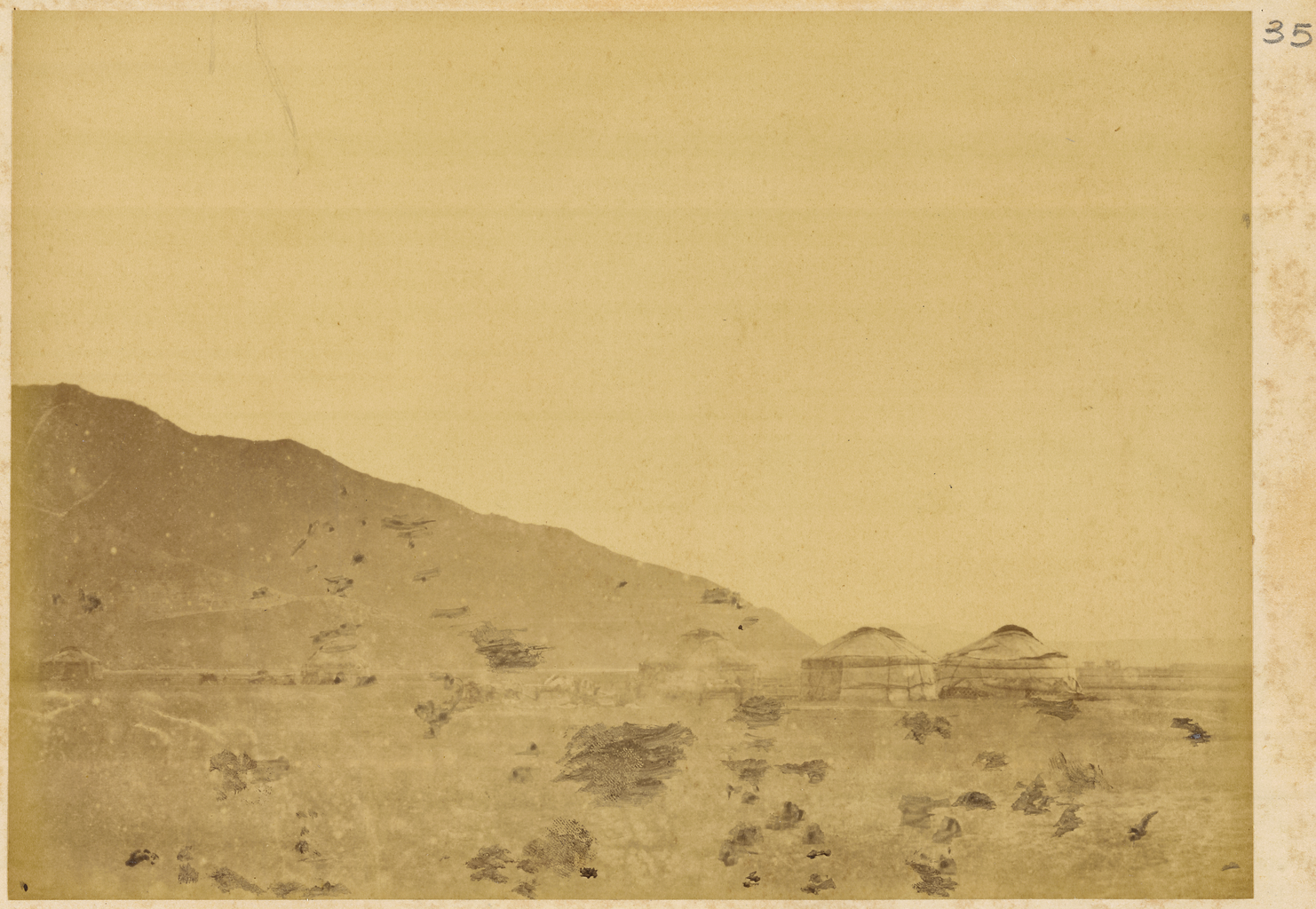
Юрты кочующих чахаров. Внутренняя Монголия, Китай, 1874 г.

Вероятно, большинство чахаров, проживающих ныне в Монголии, пришли сюда ещё до вхождения халхов под власть Цинского государства. Относительно чахаров Сухэ-баторского аймака следует сказать, что они появились в 1690-х гг., в связи с организацией маньчжурами хошуна сурэгчинов (пастухов) в Дариганге, а затем гораздо позже, в середине 1940-х гг., вместе с перешедшими в МНР уземчинами из Внутренней Монголии.
Чахары, ныне проживающие в сомонах Түшиг и Цагааннуур Селенгинского аймака, пришли в Халху в начале 1910-х гг. В 1909 году они ушли из Илийского края и через местность Найман Ус и российскую Кяхту в 1912 году появились в Монголии. Монгольское правительство оказало им всемерную поддержку, отвело территорию в Желтуринском карауле, создав отдельный хошун во главе с дзасаком Л. Сумъяа. Так в халхаском Тушээтухановском аймаке появился ещё один хошун чахаров. Часть населения из хошуна Сумьяа бэйсэ также расположились на близлежащих землях. Основное ядро чахаров, являвшихся опорой восточно-монгольского хана, было завоевано маньчжурами после кончины Лигдэн-хана в 1635 году. Их потомки ныне проживают на территории бывших восьми чахарских хошунов Внутренней Монголии (см. Чахар, Шилин-Гол).

## Расселение и родовой состав
В настоящее время чахары проживают на территории хошунов Чахар-Юицяньци, Чахар-Юичжунци, Чахар-Юихоуци городского округа Уланчаб Внутренней Монголии. Помимо этого они также проживают на территории других административных единиц городских округов Уланчаб и Шилин-Гол.
В состав чахарского тумена входили авга, авганары, аоханы, дауры, дурбэн-хухэты (дурбэты), хэшигтэны, му-мянганы, найманы, оннигуты, хучиты, суниты, узумчины, а также ураты. Также среди родов упоминаются зүйд, буруд (бүрд), холбод, алагчууд, белые татары (цаган татар) и хэмчигүд. В состав чахарских племён также входили представители рода нүцгэд (нүцгэн), потомки ничигут-бааринов (нүцгэн бааринов). При этом представители рода бурат среди чахаров, по мнению Б. Р. Зориктуева, являются потомками бурят, а не бурутов.
В Монголии представители родов үхэр цахар, арван гурван цахар, шар цахар проживают в сомонах Баян-Уул, Дарви, Тонхил, Жаргалан, Бигэр, Халиун, Цээл, Цогт, Эрдэнэ, Чандмань Гоби-Алтайского аймака; сомонах Хайрхан и Өгийнуур Архангайского аймака; сомоне Баянговь Баянхонгорского аймака; сомонах Өргөн, Хөвсгөл, Мандах Восточно-Гобийского аймака; сомонах Дашбалбар, Чулуунхороот, Халхгол Восточного аймака; сомонах Эрдэнэдалай, Дэлгэрхангай, Сайхан-Овоо, Луус, Өндөршил Средне-Гобийского аймака; сомонах Баянгол, Төгрөг Убурхангайского; сомонах Цагааннуур, Түшиг, Зүүнбүрэн, Хушаат, Алтанбулаг, Орхон Селенгинского аймака; сомонах Мандал-Овоо и Манлай Южно-Гобийского; сомонах Түмэнцогт, Халзан, Асгат, Эрдэнэцагаан, Дарьганга, Наран, Онгон, Баяндэлгэр Сүхбаатарского аймака и сомоне Галшар  Хэнтэйского аймака.
Чахары отмечены в составе следующих этносов: халха-монголов (род цахар), хотогойтов (род цахар), дархатов (род цахар), мянгатов (род цахир, цахар), а также среди этнических групп бурят: баргутов (род чахар, цахар), андагай, тункинских (род чахар), селенгинских (род чахар) бурят и хамниган (роды хар хөлт цахар, цагаан хөлт цахар).
В Монголии проживают носители следующих родовых фамилий: цахар, чахар, цахир, боржигин цахар, боржигин цахир, боржигон цахар, боржигон цахир, үхэр цахар, цахар боржигон, цахар монгол, цахар хаан, цахар хан, цахир боржгон, цахир боржигин, цахир боржигон, цахир хан, шар цахар.